# Kees Bitter
Cornelis „Kees“ Bitter (* 15. September 1919 in ’s-Hertogenbosch; † 5. Januar 1945 in Rotterdam) war ein niederländischer Widerstandskämpfer während der deutschen Besatzung im Zweiten Weltkrieg. Nach seiner Verhaftung durch den deutschen Sicherheitsdienst (SD) soll er zum Verräter geworden sein und wurde von seinen früheren Mitstreitern getötet.

## Lebenslauf
Kees Bitter wuchs in Sliedrecht auf, wo sein Vater Leiter des Postamtes war. Ab 1940 besuchte er die Wirtschaftshochschule in Rotterdam, um Wirtschaftswissenschaft zu studieren. Gemeinsam mit anderen Studenten beteiligte er sich am Widerstand gegen die deutsche Besatzung. Am 12. August 1942 wurde er wegen der Unterstützung von Juden und Waffenbesitzes festgenommen und dem SD übergeben. Bis zum 10. September 1942 saß er in Haft und wurde dann zum Durchgangslager Amersfoort überführt. Von dort aus wurde er freigelassen, musste sich aber regelmäßig beim SD melden. 1943 nahm er erneut Kontakt zu seinen Mitstreitern aus dem Widerstand auf. Später wurde vermutet, dass er inzwischen vom SD „umgedreht“ oder unter Todesandrohung zur Zusammenarbeit mit dem SD erpresst worden sei.
Im Frühjahr 1944 übernahm Bitter die Leitung der Widerstandsgruppe Rotterdam-Süd und wurde am 27. Oktober 1944 erneut vom SD festgenommen. In den folgenden Tagen wurden zahlreiche Mitglieder von Rotterdamer Widerstandsgruppen verhaftet und viele davon hingerichtet, darunter auch Boy Ecury. Im Laufe der Razzia von Rotterdam am 10. und 11. November wurde Bitter angeblich in SD-Uniform gesehen.
Am 27. Dezember 1944 wurde Kees Bitter von Mitgliedern der Rotterdamer Widerstandsgruppe in Sliedrecht aufgespürt und nach Rotterdam gebracht. Nach mehreren Verhören gab Bitter zu, dass die Verhaftungen in Rotterdam, Amsterdam und Den Haag auf sein Konto gegangen seien. Auch gestand er ein, den Chef des SD von Amsterdam, Willy Lages, zu kennen und eine SD-Uniform getragen zu haben. Bitter wurde von seinen früheren Mitstreitern für „schuldig“ befunden. Am Abend des 5. Januar 1945 wurde er mit Chloroform betäubt und bekam eine tödliche Injektion mit Zyankali. Als sein Tod nicht eintrat, wurde er mit einem Kopfschuss hingerichtet. Seine Leiche wurde in einen Jutesack genäht und mit Backsteinen beschwert im Binnenhafen Boerengat versenkt.
Der Rotterdamer Historiker Albert Oosthoek schätzt in seinem Buch Recht op Wraak (dt.= Recht auf Rache), dass in den Kriegsjahren bis zu 500 Niederländer von Widerstandsgruppen wegen Verrats oder Kollaboration mit den Deutschen getötet wurden, darunter rund 100 Rotterdamer.